# 竹内製作所

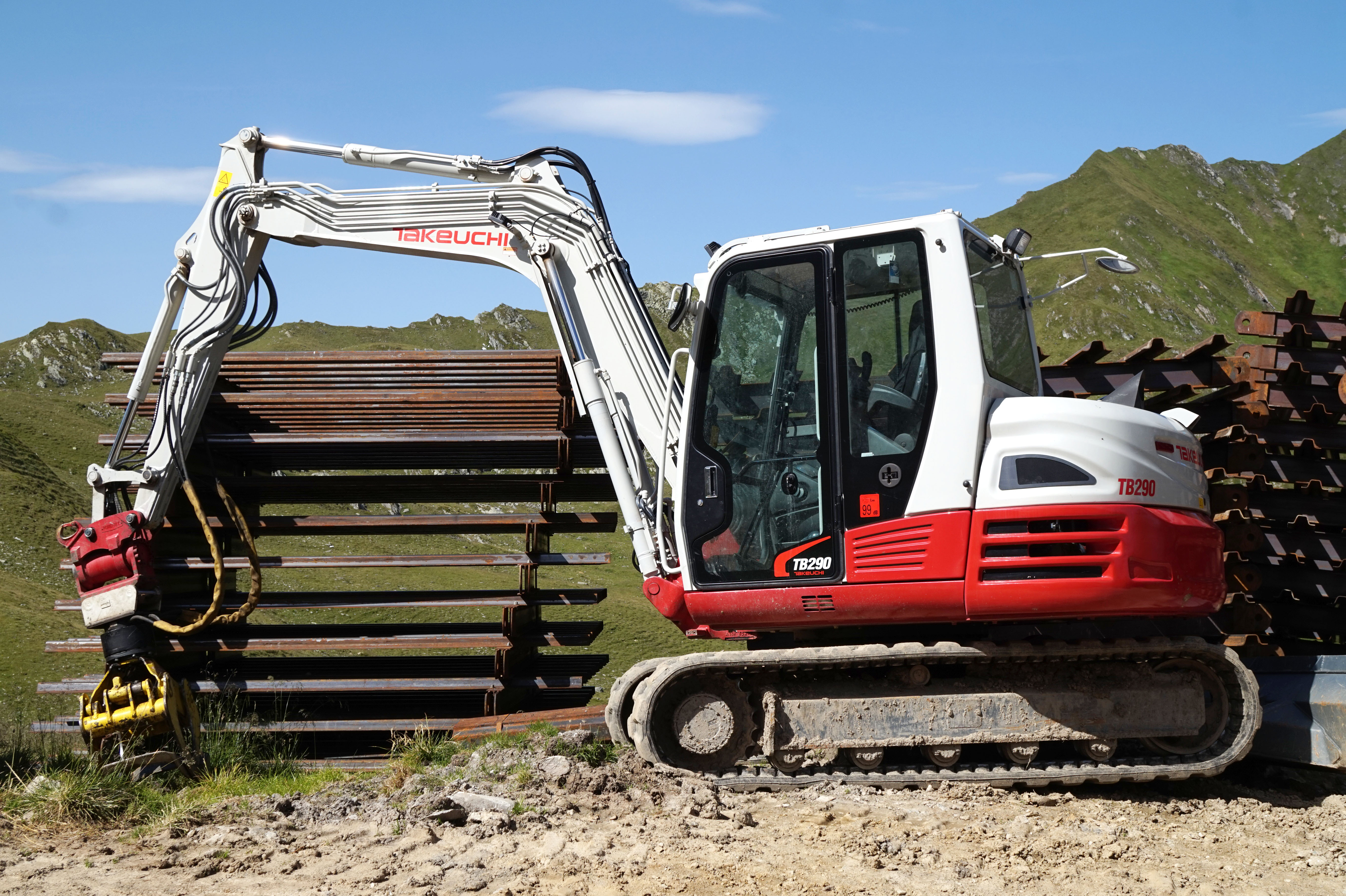

株式会社竹内製作所（たけうちせいさくしょ）は、長野県埴科郡坂城町に本社を置く各種建設機械を扱うメーカーである。
ミニショベル（小型油圧ショベル）とクローラーローダーが特に有名で、ヨーロッパと北米で高いシェアを占めている。JPX日経中小型株指数の構成銘柄の一つ。

## 沿革
- 1963年8月 - 株式会社竹内製作所を設立。
- 1979年2月 - アメリカに現地法人を設立。
- 1996年10月 - イギリスに現地法人を設立。
- 2000年6月 - フランスに現地法人を設立。
- 2002年12月 - 株式を店頭公開（現在のジャスダック）。
- 2006年4月 - 中国に現地法人を設立。
- 2009年4月 - 豊田通商と資本・業務提携（2014年4月解消）。
- 2015年3月 - 東京証券取引所市場第一部に市場変更。

## ミニショベル
住宅の基礎工事を手作業でやっていた知人から「手ごろなショベルカー」を作ってほしいという依頼を受けたことがキッカケとなり、世界で初めてミニショベル（機械重量が６トン未満）を開発した。ミニショベルは「土木作業員のツルハシ代わり」の機械として、建設土木事業者の圧倒的な支持を得た。
- 1971年 ミニショベルの一貫生産に着手。
- 1975年 ヤンマーへのOEM供給開始。
- 1981年 ミニショベルのシリーズ化が完成。
- 1988年 神戸製鋼所へOEM供給開始。

1992年以降、OEM生産が縮小し、販売戦略の見直しをせざるを得なくなったため、海外展開を進めた。
- 1995年 ドイツの「GP GUNTER PAPENBURG AG」と油圧ショベルの共同生産を開始。
- 1998年 ISO9001を取得。

海外での販売は、商社は通さず、建機関連の展示会や見本市を積極的に活用し、サンプル機を出荷して、具体的な利用の場面や利便性をアピールした。また、部品の供給や修理は、現地のディストリビューターと組んだ。
米国では、日本の約2倍にも及ぶ過酷な使用条件下での実績が高く評価され、高品質なブランドを確立した。品質面での高評価が海外で圧倒的なシェアを獲得した秘訣といえる。

## 関連会社
- TAKEUCHI MFG.(U.S.),LTD.
- TAKEUCHI MFG.(U.K.)LTD.
- TAKEUCHI FRANCE S.A.S.
- 竹内工程機械（青島）有限公司